# Sebastian Anton Scherer
Sebastian Anton Scherer   (Ulm, 3 d'octubre de 1631 - Ulm, 26 d'agost de 1712) va ser un compositor i organista alemany de l'època barroca.

## Biografia
Scherer va néixer a Ulm, on va residir fins a la seva mort. El 17 de juny de 1653 va ser elegit músic de la ciutat, i va ser també per aquella època quan es va convertir en ajudant de Tobias Eberlin, llavors organista del famós Ulm Münster. Probablement Sherer va començar a estudiar amb Eberlin al mateix temps, després es va casar amb la seva filla i el 1671 el va succeir com a organista de la catedral. Les fonts no estan d'acord sobre si Scherer va ser nomenat posteriorment organista o simplement consultor d'òrgans a St. Thomas (Église Saint-Thomas) a Estrasburg, però probablement va ser el darrer cas, ja que pel que sembla va romandre organista de la catedral d'Ulm fins a la seva mort el 1712.
Les obres que sobreviuen de Scherer són poques, com és típic de l'època. Inclouen una col·lecció de música vocal sacra (motets, moviments de masses i escenes de salm) una mica notable per la seva imaginativa configuració de paraules en algunes de les peces, catorze sonates de trio publicades com un volum el 1680, totes de considerable qualitat, i dues volum parcial de música per a orgue. Aquesta darrera publicació presenta influència italiana, particularment la de Frescobaldi, que era típica de la tradició alemanya del sud que Scherer representava. La primera part, escrita íntegrament en tabulatura, es titula Intonationes breves per octo Tonos i conté 32 versets curts, quatre per a cada mode d'església, de manera que cada mode té una intonatio prima (semblant a una tocata, amb un ús extensiu del punt de pedal), secunda (imitativa), terciària (semblant a la tocata) i quarta (imitativa). La segona part conté vuit tocates, totes elles peces seccionals que fan un ús intensiu de la punta del pedal i contenen un contrapunt molt imitatiu, a més d'escriptura lliure.

## Llista d'obres
- Music (...) va publicar salms i Motets, Op. 1 (Ulm, 1657). Per a 3-5 veus i instruments.
- Segons la música d'òpera, es divideix en llibres 2, Op. 2 (Ulm, 1664). Música per a orgue.
- Traur- und Klaggesan (Ulm, 1664). Música vocal secular, a 5 veus i baix continu.
- Sonata, op. 3 (Ulm, 1680). Trio Sonata per a dos violins, viola da gamba i baix continu.
- Déu és, que meravellós (obres vocals en fonts manuscrites)